# 皇甫抗
皇甫 抗（ファンボ・ハン、朝鮮語: 황보항、生没年不詳）は、高麗の文人、官僚。江左七賢（朝鮮における竹林の七賢）の一人。
本貫は永川皇甫氏。字は若水（ヤクス、약수）。

## 主要事項
生年は不詳である。1176年に科挙に合格し、その後忠州（現: 忠清北道忠州市）で書記を務めた。特に林椿との交流が深く、皇甫抗が科挙に合格すると林椿に祝われ、林椿が病床に伏した際は皇甫抗が見舞いに訪れた。林椿は皇甫抗を「学識が広く意味は変わらず記憶力が強く文章が豪放で、正直さは琴の糸のようで清廉さは甲の中の鏡のようだった」と評価した。また、「補閑集」にも詩一首が伝えられ、楽章にも長けていたとされる。そのほか、李仁老や呉世才、咸淳や李湛之、そして趙通らと付き合い、詩作と酒を嗜んだ。没年は不詳である。

## 参考資料
- 『高麗史』
- 『西河集』
- 『補閑集』
- 『東国李相国集』